# 木村康治
木村 康治（きむら こうじ、1952年 - ）は、日本の機械工学者。東京工業大学名誉教授。元日本機械学会機械力学・計測制御部門長。

## 人物・経歴
1975年東京工業大学工学部機械物理工学科卒業。1981年東京工業大学大学院理工学研究科機械物理工学専攻博士課程修了、工学博士、東京工業大学助手。1989東京工業大学助教授。1998年東京工業大学教授。
2003年日本機械学会機械力学・計測制御部門長。2010年日本機械学会関東支部長。2018年東京工業大学名誉教授。

## 受賞歴
- 日本機械学会賞奨励賞 1985[1]
- 日本機械学会賞論文賞 1996[1]
- 日本機械学会フェロー 2004[1]
- 日本機械学会関東支部貢献賞 2006[1]
- 日本機械学会創立110周年記念功労表彰 2007[1]
- 日本機械学会機械力学・計測制御部門功績賞 2008[1]
- 日本機械学会関東支部創立20周年記念表彰 2014[1]
- 日本機械学会関東支部功績賞 2014[1]
- 日本機械学会賞論文賞 2016[1]